# Palmenella
Palmenella är ett släkte av kräftdjur. Palmenella ingår i familjen Schizocytheridae.
Kladogram enligt Catalogue of Life:
| Palmenella | \| \| Palmenella americana \| \| \| \| \| \| Palmenella californica \| \| \| \| \| \| Palmenella carida \| \| \| \| \| \| Palmenella limicola \| \| \| \| |
|            | \| \| Palmenella americana \| \| \| \| \| \| Palmenella californica \| \| \| \| \| \| Palmenella carida \| \| \| \| \| \| Palmenella limicola \| \| \| \| |
|            | Acuminocythere |
|            | |
|            | Neomonoceratina |
|            | |
|            | Palmenella americana |
|            | |
|            | Palmenella californica |
|            | |
|            | Palmenella carida |
|            | |
|            | Palmenella limicola |
|            | |

|  | Palmenella americana   |
|  |                        |
|  | Palmenella californica |
|  |                        |
|  | Palmenella carida      |
|  |                        |
|  | Palmenella limicola    |
|  |                        |